# Селишко-Окороково
Сели́шко-О́короково — деревня Назаровского сельского округа Назаровского сельского поселения Рыбинского района Ярославской области.
Деревня находится непосредственно к северу от города Рыбинска, при выходе из него трассы Р104 на Пошехонье. Деревня заканчивается на небольшом расстоянии от правого берега реки Инопаш. Это самый западный и единственный на этой дороге населённый рункт Назаровского сельского поселения. Деревня имеет одну улицу следующую вдоль трассы. В середине деревня и трасса пересекается небольшим притоком реки Инопаш. К западу от деревни и федеральной трассы, недалеко от устья Инопаши — садоводческие товарищества, по коду ОКАТО относящиеся к деревне.
Постоянное население по данным на 1 января 2007 года составляет 36 человек. Деревня обслуживается почтовым отделением Рыбинск-6. По почтовым данным в деревне 19 домов.